# Tjejen som visste för mycket
Tjejen som visste för mycket (engelska: Foul Play) är en amerikansk thrillerkomedi från 1978 i regi av Colin Higgins. I huvudrollerna ses Goldie Hawn, Chevy Chase, Dudley Moore, Burgess Meredith, Eugene Roche, Rachel Roberts, Brian Dennehy och Billy Barty.

## Handling
Bibliotekarien Gloria Mundy (Goldie Hawn) hamnar i knipa när hon en dag plockar upp en liftare strax utanför hemstaden San Francisco. Liftaren är jagad av ett kriminellt gäng och Gloria hamnar snabbt i en härva av bedrägeri, mord och lögner. Filmen avslutas under stor dramatik på San Francisco-operan, under en festföreställning till påvens ära, av Gilbert & Sullivans "Mikadon".

## Rollista i urval
- Goldie Hawn – Gloria Mundy
- Chevy Chase – Tony Carlson
- Burgess Meredith – Mr. Hennessey
- Brian Dennehy – kommissarie "Fergie" Ferguson
- Dudley Moore – Stanley Tibbets
- Rachel Roberts – Gerda Casswell/Delia Darrow
- Eugene Roche – Ärkebiskop Thorncrest/Ärkebiskopens bror
- William Frankfather – Whitey Jackson ('Albinon')
- Marc Lawrence – Stiltskin
- Marilyn Sokol – Stella
- Billy Barty – J.J. MacKuen
- Bruce Solomon – Bob "Scotty" Scott
- Don Calfa – Scarface
- Cyril Magnin – Påve Pius XIII
- John Hancock – Coleman
- Cooper Huckabee – Sandy

## Produktion och distribution
Filmen hade svensk premiär 7 mars 1979 på biografen Look i Stockholm.
Filmens grundhandling är en direkt parodi på Alfred Hitchcocks Mannen som visste för mycket från 1956 (i sin tur en nyinspelning av hans egen Mannen som visste för mycket från 1934).
Barry Manilow sjöng filmens ledmotiv, "Ready to take a chance again", som blev en stor hit.
Goldie Hawns rollfigur Gloria Mundy har fått sitt namn från latinets 'Sic transit gloria mundi', så förgås världens härlighet, vilket var en del av den påveliga krönings-ceremonin fram till 1963. Detta kommer sig av att filmen handlar om ett besök av påven.

## Musik i filmen i urval
- "Ready To Take A Chance Again", musik av Charles Fox, text av Norman Gimbel, framförd av Barry Manilow
- "Copacabana (At The Copa)", skriven av Jack Feldman, Bruce Sussman och Barry Manilow, framförd av Barry Manilow
- "Stayin' Alive", skriven av Barry Gibb, Robin Gibb och Maurice Gibb, framförd av The Bee Gees
- "I Feel the Earth Move", skriven och framförd av Carole King
- Utdrag ur Gilbert & Sullivans Mikadon, skriven av W.S. Gilbert & Arthur Sullivan, framförd av New York City Opera Orchestra